# Apophua kikuchii
Apophua kikuchii är en stekelart som först beskrevs av Tohru Uchida 1932.  Apophua kikuchii ingår i släktet Apophua och familjen brokparasitsteklar. Inga underarter finns listade i Catalogue of Life.